# Tutto per tutto (film 1968)
Tutto per tutto è un film del 1968 diretto da Umberto Lenzi.

## Trama
Faccia di Rame ha trafugato quattro casse d'oro frutto della rapina a El Paso. L'indiano, geloso del rapporto tra il bandito e la squaw, agisce per vendetta.